# Монтгомери, Кэнди
Кэндис «Кэнди» Линн Монтгомери (урожденная Уилер; род. 15 ноября 1949) — американская домохозяйка, которую обвинили в убийстве Бетти Гор, жены её любовника. Убийство произошло 13 июня 1980 года в городе Уайли, штат Техас. Во время нападения Гор 41 раз ударили топором для колки дров.

## Предыстория
Монтгомери, которой на момент инцидента было 30 лет, была замужем за Пэтом Монтгомери, инженером-электриком. У пары было двое детей — сын и дочь. В 1977 году они переехали в округ Коллин, штат Техас, где регулярно посещали методистскую церковь Лукаса. Монтгомери подружилась с Гор, учительницей средней школы, после встречи с ней на церковной службе. Гор жила неподалеку со своими двумя детьми и мужем Алланом, с которым у Монтгомери была внебрачная связь.
В день убийства Гор её мужа не было в городе. Когда он не смог дозвониться до своей жены по телефону, он попросил соседей проверить дом, и ворвавшись в семейную резиденцию, они обнаружили труп Бетти и её дочь Бетани, которая во время инцидента спала в своей кровати в другой комнате.
Преступление расследовал Стив Деффибо из Департамента шерифа округа Коллин.

## Судебное разбирательство

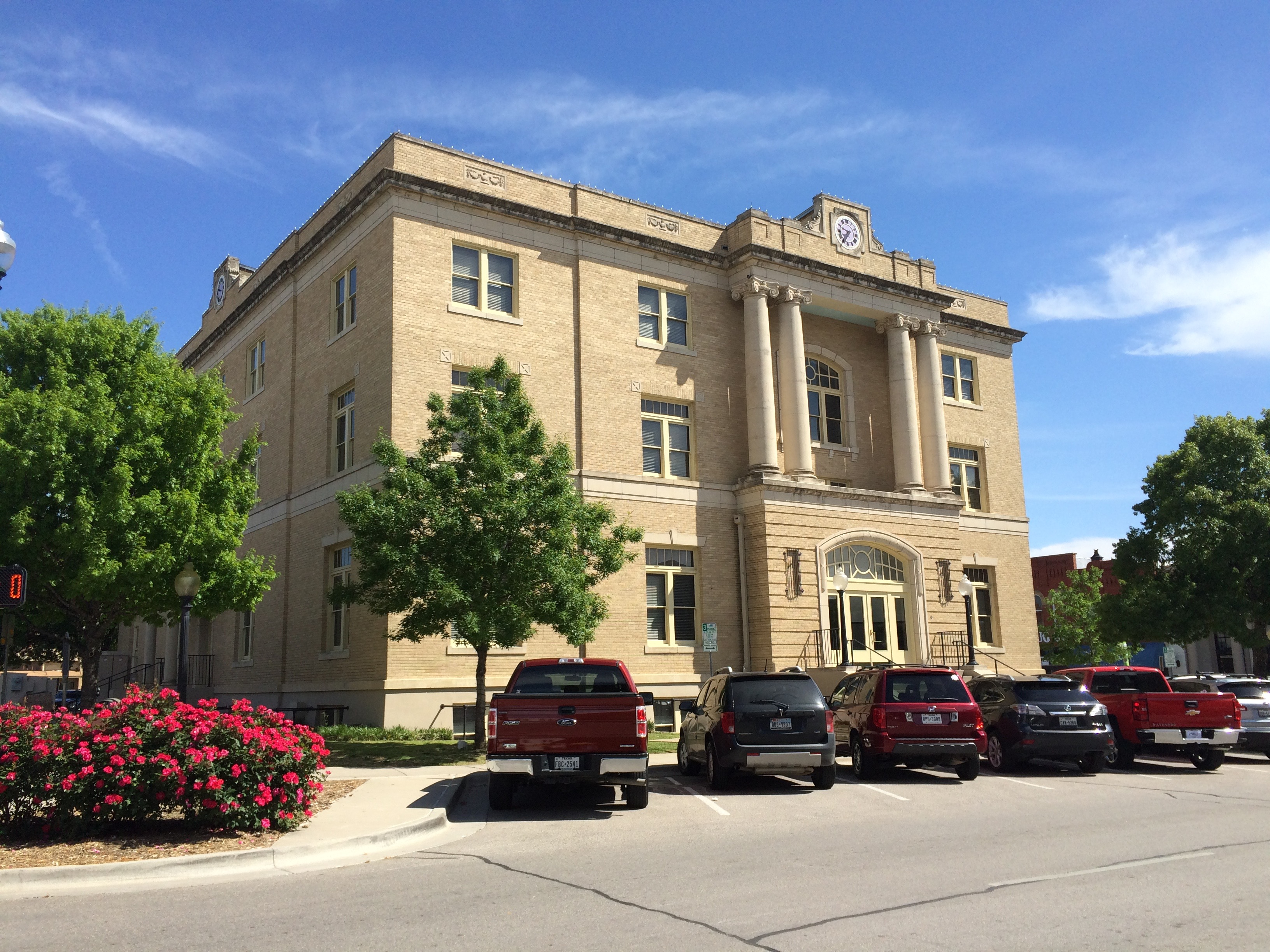
Здание суда округа Коллин в МакКинни, штат Техас (2016)

Монтгомери представляли адвокат по гражданскому праву Дон Краудер и адвокат защиты Роберт Удашен. Судебный процесс, председателем которого был назначен окружной судья Том Райан, проходил в Маккинни, штат Техас и длился всего восемь дней. Монтгомери заявила о самообороне, утверждая, что она защищала себя от нападения Гор, после конфликта на почве её бывшего романа с её мужем Алланом. Она заявила, что была вынуждена воспользоваться топором после того, как Гор несколько мгновений назад попыталась ударить её тем же оружием. Монтгомери прошла проверку на полиграфе перед судом, которая показала, что она говорила правду. Окружной прокурор Том О’Коннелл утверждал, что Монтгомери могла скрыться с места происшествия вместо того, чтобы нападать на Гор. Он также утверждал, что удар количеством в 41 раз был непропорциональным. Впоследствии Монтгомери была признана невиновной 30 октября 1980 года присяжными, состоящими из девяти женщин и трёх мужчин.

## Общественная реакция после суда
Вердикт вызвал много критики со стороны сообщества. Толпы скандировали «Убийца! Убийца!», когда Монтгомери выходила из здания суда после вынесения ей оправдательного приговора. Отец жертвы Боб Померой сказал:
Насколько я понимаю, правосудие восторжествует. Она должна жить с этим… Я бы не сказал, что был доволен вердиктом. Мы не знаем, что произошло, и никогда не узнаем, что произошло.

## Кино и телевидение
1990 — фильм Стивена Джилленхала «Убийство в маленьком городе», в роли Монтгомери Барбара Херши
2022 — мини-сериал Ника Антоски и Робина Уэйта «Кэнди», в роли Монтгомери Джессика Бил
2023 — мини-сериал Лесли Линки Глаттер «Любовь и смерть», в роли Монтгомери Элизабет Олсен